# Baškovce (Sobrance)
Baškovce je naseljeno mjesto u okrugu Sobrance u Košickom kraju u Slovačkoj.

## Stanovništvo
| Godina:     | 1993. | 2003.   | 2013.   | 2023.   |
| ----------- | ----- | ------- | ------- | ------- |
| Broj ljudi: | 264   | 266     | 256     | 224     |
| Razlika:    |       | +0,75 % | -3,75 % | -12,5 % |

| Godina:     | 2022. | 2023.   |
| ----------- | ----- | ------- |
| Broj ljudi: | 221   | 224     |
| Razlika:    |       | +1,35 % |

Prema podatcima o broju stanovnika iz 2023. godine naselje je imalo 224 stanovnika.

## Vanjske poveznice
|  | Zajednički poslužitelj ima još gradiva o temi Baškovce (Sobrance) |

- Službena stranica naselja (sl.)